# Vesela Balka (Bilhorod-Dnistrovskyi)
Vesela Balka  (ucraniano: Весела Балка) es una localidad del Raión de Bilhorod-Dnistrovskyi en el Óblast de Odesa de Ucrania. Según el censo de 2001, tiene una población de 237 habitantes.